# Information Systems Frontiers
Information Systems Frontiers is een internationaal, aan collegiale toetsing onderworpen wetenschappelijk tijdschrift op het gebied van de informatiesystemen en de theoretische informatica. De naam wordt in literatuurverwijzingen meestal afgekort tot Inform. Syst. Front. Het wordt uitgegeven door Springer Science+Business Media.